# CP-40294
CP-40294是一种含氮有机化合物，化学式C13H12NO4PS，为一种广谱杀虫剂，被美国环境保护局（EPA）列入极度危险物质列表。